# Thomas Aquinas
Thomas Aquinas (født 28. januar 1225, død 7. marts 1274) var en italiensk teolog og filosof.
Thomas Aquinas kom til Paris som 14-årig. Han indtrådte i dominikanerordenen og blev undervist af Albertus Magnus, en velanset og lærd tilhænger af Aristoteles. Aquinas var i sin tid meget omstridt, men det lykkedes ham at fortolke Aristoteles på en sådan måde, at kirken kort efter Thomas' død kunne acceptere det. Hans filosofi er en imponerende tankebygning, der en en syntese af kristendommen og Aristoteles´ filosofi. Han lagde navn til den filosofiske skole thomismen. Thomas Aquinas er den mest brugte teolog i Den katolske kirke frem til i dag. Han blev helgenkåret i 1323.

## Thomas Aquinas' filosofi

### Forholdet mellem teologi og filosofi
Thomas Aquinas var både teolog og filosof og var den første, der skelnede skarpt mellem filosofi og teologi; og mellem viden og tro. Da de begge er sande, mente Thomas ikke, at de stred mod hinanden; han gjorde blot filosofien selvstændig. Den selvstændige filosofi er ikke komplet, men kan fortælle, hvad jordisk lykke er. For at få det vigtigste at vide, nemlig om den evige salighed, har mennesket brug for teologiens åbenbaring, og der er ifølge Thomas Aquinas ingen konflikt mellem tro og viden.

### Aristoteles
Thomas' filosofi var en fortolkning af Aristoteles' filosofi, som han anså for at være korrekt og den afgørende baggrund for Thomas' egen filosofi og teologi. Aristoteles' skrifter var netop blevet genopdaget af araberne, og på Aquinas' tid var det omdiskuteret, om kirken burde bruge Aristoteles, hvad der ligeledes gjorde Aquinas omstridt i sin samtid. Aristoteles var rent naturvidenskabeligt kommet frem til, at verden var evig og derfor ikke "skabt", hvad der modsagde Bibelens ord. I 1200-tallet blev det derfor forbudt at studere Aristoteles' tekster. Thomas formåede dog at omtolke filosofien, så den passede ind i det kristne univers, og meget hurtigt blev den aristoteliske lære gennem Thomas anerkendt og vidt brugt. Særligt ændrede Thomas Aristoteles' opfattelse af en uskabt verden uden en skabergud og filosofien om en forgængelig sjæl til et kristent verdensbillede.

### Erkendelsen
Aquinas afviser tanken om, at vi har en indre erkendelse (illuminationsteorien). I stedet indfører han en epistemologi kaldet abstraktionsteorien, der handler om, at mennesket ud fra enkelttingene kan erkende (abstrahere) sig til noget alment og dermed universelle begreber. Udgangspunkt for erkendelsen er altså de legemlige substanser/skabninger dvs. de materielle ting. Derved er sanseerfaringen en betingelse for erkendelsen. Naturlig erkendelse (dvs. udenom åbenbaringen) stammer rigtignok fra Gud, men opnås altså gennem sanseerfaring og refleksion
Illuminationsteorien er dog en sand teologisk teori, da vi i troen har en direkte erkendelse af Gud uden sanserne, men filosofisk set kan vi kun erkende Gud indirekte – gennem sanserne. Også vores selverkendelse er indirekte gennem sanserne.

### Essens/eksistens
Thomas Aquinas' afgørende begrebspar er quidditas og eksistens, også kaldet væsen og væren. Essens (væsen) eller substansen er for Aquinas det, som enkelttingene består af, såsom stof og form, akt og potens osv. (jf. Aristoteles). Alligevel er eksistens (væren) vigtigere, fordi uanset form og stof er det vigtigste, om enkelttingene eksisterer eller ikke gør. Her kritiserer han Aristoteles for at være essentialist, der kun beskæftiger sig med substansen, altså essensen, og tror han er færdig med det. Det vigtigste mangler, nemlig at substansen er eksisterende – altså AT den er.
Eksistensen kommer udefra, fra Gud. Gud har skabt både essens og eksistensen, men som forskellige og sammensat. Essensen modtager eksistenser fra Gud.

### Engle
Engle er for Thomas Aquinas et skaberværk på lige fod med andre enkeltting og skal kunne passes ind i det aristoteliske, filosofiske system. Thomas placerer engle i det aristoteliske "scala natura" mellem Gud og mennesket og argumenterer for, at der netop mangler dette led i naturens trappestige. Der mangler noget, der er skabt og endeligt ligesom andre levende væsener (såsom mennesket), men uden stof (legeme).
| Gud             | Uskabt | Ren form  | Ren akt    |
| Engle           | Skabt  | Ren form  | Akt/potens |
| Levende væsener | Skabt  | Form/stof | Akt/potens |

Derimod er engel ikke et artsbegreb på samme måde, som mennesket er, for da engle er ren form uden stof, har de ingen substans og dermed ikke noget enkelt individ. Engle er derimod en slægtsgreb, hvor den enkelte engel er en art, på samme måde som at menneskeheden er en art, som hører ind under dyreslægten.

## Gud og gudsbeviserne
Gud var for Thomas Aquinas ikke blot væren (eksistens) – nej, han er væren og den eneste, der eksisterer med nødvendighed, da han er skaberen; derfra hvor alting starter. Derfor er Guds væren og væsen identiske med hinanden, da Gud er nødt til at eksistere.
Det er udgangspunktet for Aquinas gudsbeviser, som stammer fra Aristoteles og forudsætter, at der må være noget, som igangsætter andre forandringer, hvormed svaret må være Gud! Derudover kan alt ikke være tilfældigt, hvormed Gud er nødvendig
Det kosmiske argument tilskrives konventionelt Thomas Aquinas.[kilde mangler] Argumentet dikterer, at "alt, hvad der findes, har en årsag"; men siden der ikke har kunnet været en uendelig kæde af årsager i fortiden, kan der netop ikke have været en årsag til den første årsag. Konklusionen vil i så fald være Gud. Aquinas tilpassede også dette argument for at bevise det gode i Gud. Dette tilpassede argument dikterer, at "alt har noget godhed, og årsagen til hver ting er bedre end de ting, der er forvoldt". Konklusionen på det tilpassede argument er derfor, at "den første årsag er den bedst mulige ting". Lignende argumenter blev brugt til at bevise Guds magt og særegenhed.

## Politisk teori

### Individet
Individet ses jf. Aquinas som rationelt og fornuftigt. Det vil det gode, men den frie vilje medfører det onde. Frelsen sikres via åbenbaring og tro. Hos Thomas Aquinas ser vi individ begrebet manifestere sig som værende et fænomen, der udgør en væsentlig del af diskussionen om, hvorvidt mennesket har en fri vilje, eller at dette ikke er tilfældet. I en religiøs debat og kontekst er begrebet således centreret omkring ideen af mennesket som et væsen, der enten agerer på baggrund af Guds vilje eller har en egentlig dømmekraft, der kan udøves.
Hertil kommer også en vurdering af menneskets vilje og valg, for kan eller bør individet udføre handlinger, der i essensen er gode eller onde, og hvordan skelnes der imellem dem. Thomas Aquinas fremlagde i sin Summa Theologica (1265-74) ideen om, at en handling bliver ond, såfremt man afviger fra fornuft og den guddommelige moralske lov. Det skaber dog et dilemma, da et synspunkt fremhæver menneskets syndighed som en arvelig størrelse overdraget fra Adam, og at individet derfor har en grundlæggende tendens til at udføre umoralske og syndige handlinger. Synden har ifølge Thomas Aquinas sit hovedsæde i vores vilje og fungerer som en modpart til vores fornuft. Tro og fornuft udgør de to vitale egenskaber, som Gud giver mennesket, der ydermere ikke kan stride mod hinanden. Dog er disse kvaliteter ikke nok, for at individet kan opnå frelse, da der kræves meditation og åbenbaring for at gøre det håndgribeligt såvel som brugbart og derfor som en mulig metode til at nærme sig Gud.

### Stat, samfund og styreform
Samfundet er en organisme, hvor alle har en bestemt funktion. Staten skal være retfærdig og forebygge ondskab.
Aquinas foretrak monarkier som styreform, idet flermandsstyre havde både fordele og ulemper. Monarkiet fandtes i to versioner: politisk styre, hvor styret er begrænset af statens love, og kongeligt styre, hvor monarken har al magt uhindret af menneskelige love. Aquinas foretrak den første, men accepterede den anden. Han havde tre argumenter for monarki. Det metafysiske var, at enhed er bedst til at skabe orden. Det organiske var, at bierne kun har én dronning. Det hierarkiske, monarken er bindeleddet mellem gud og monark. Monarken har en høj indsigt og kan afsættes, hvis han er tyrannisk.

### Love
Aquinas opererer med fire forskellige typer love, som alle havde til formål at forebygge skade. Disse love var:
- Den evige lov. Denne regerer universet og omhandler skabelsen. Alt er underlagt denne.
- Den naturlige lov. Det er den del af den evige lov, som fornuftsvæsenet kan opfatte. Den er ens for alle og er en vurdering af godt og ondt.
- Den menneskelige lov. Det er samfundets love, hvor der skelnes mellem praktisk og teoretisk fornuft. Den praktiske fornuft omhandler regler for menneskelig adfærd, mens teoretisk fornuft er naturens principper for sand erkendelse. Den menneskelige lov har til formål at tjene det fælles bedste, og den er ugyldig, hvis den går imod den naturlige lov.
- Den guddommelige lov. Det er instrukser mht., hvad man bør og ikke bør i forbindelse med tanker, beslutninger og intentioner. De kristne kender den guddommelige lov via. åbenbaringen, fordi det netop er indsigt via åbenbaring[7]

### Politik
Politik skal baseres på den naturlige lov og må ikke overtræde den. Det skal skabe rammerne for det moralske liv med frelsen som yderste mål og er således underlagt kristen etik. Formålet er det fælles bedste, men det endelige mål er frelsen i himlen, hvilket overgår denne verden.